# Frank Høj
Frank Høj (* 4. Januar 1973 in Holte auf Seeland) ist ein ehemaliger dänischer Radrennfahrer.

## Sportliche Laufbahn
1993 gewann Frank Høj eine Etappe im Milk Race, 1995 gewann er eine Etappe der Slowenien-Rundfahrt, 1997 den Omloop van de Westhoek und den Grote Prijs Stad Zottegem. 1998 wurde er dänischer Meister im Straßenrennen und gewann den Circuit Franco-Belge, 2000 Le Samyn. Im selben Jahr bestritt er zum einzigen Mal die Tour de France und belegte Platz 100, dreimal fuhr er den Giro d’Italia und zweimal die Vuelta a España. In den Jahren 2003 und 2004 gewann er den Grand Prix S.A.T.S. 2005 entschied er nochmals eine Etappe des Circuit Franco-Belge für sich. 2008 wurde er Zweiter der dänischen Meisterschaft im Einzelzeitfahren und 2009 Dritter der dänischen Straßenmeisterschaft.
2000 und 2004 startete Høj bei Olympischen Spielen. 2000 in Sydney wurde er Sechster im Straßenrennen, 2004 in Athen Achter im Straßenrennen, und im Einzelzeitfahren belegte er Platz 16.
2015 gestand Frank Høj, zu Beginn seiner Laufbahn mit EPO gedopt zu haben.

## Erfolge
1995
- eine Etappe Slowenien-Rundfahrt

1997
- Omloop van de Westhoek
- Grote Prijs Stad Zottegem

1998
- Circuit Franco-Belge
- Veenendaal–Veenendaal
- Dänischer Meister – Straßenrennen

2000
- Le Samyn

2003
- Grand Prix S.A.T.S.

2004
- Grand Prix S.A.T.S.

2005
- eine Etappe Circuit Franco-Belge

## Grand-Tour-Platzierungen
| Grand Tour            | 1999 | 2000 | 2001 | 2002 | 2003 | 2004 | 2005 |
| --------------------- | ---- | ---- | ---- | ---- | ---- | ---- | ---- |
| Giro d’ItaliaGiro     | –    | –    | –    | 107  | DNF  | –    | 152  |
| Tour de FranceTour    | –    | 100  | –    | –    | –    | –    | –    |
| Vuelta a EspañaVuelta | 97   | –    | 128  | –    | –    | 112  | –    |

## Teams
- 1995–1996: Collstrop-Lystex
- 1997: Team Collstrop
- 1998: Team Palmans
- 1999: US Postal
- 2000: Française des Jeux
- 2001–2002: Team Coast
- 2003: Team Fakta
- 2004: Team CSC
- 2005–2006: Team Gerolsteiner
- 2007–2008: Cofidis
- 2009–2010: Team Saxo Bank